# 霊雲寺
霊雲寺（れいうんじ）は、東京都文京区湯島にある真言宗霊雲寺派総本山の寺院。山号は宝林山。院号は大悲心院。本尊は胎蔵界・金剛界大日如来。

## 歴史
元禄4年（1691年）、浄厳律師覚彦により創建された寺である。浄厳は寛永16年（1639年）、河内の生まれ。10歳の時、高野山で得度し、後に河内の教興寺（飛鳥時代、秦河勝の開基と伝える。大阪府八尾市）、延命寺（空海の開基と伝える。大阪府河内長野市）などを再興した。浄厳は柳沢吉保の帰依を受け、時の江戸幕府将軍徳川綱吉から現寺地を得て、霊雲寺を開創した。元禄6年（1693年）には多摩郡上図師村（東京都町田市）に百石の寺領を得、元禄7年（1694年）には関八州の真言律宗の総本寺とされた。
江戸幕府から朱印状を受けるなど幕府の保護を受け、関東における真言律宗の中心的な寺院であった。関東大震災、第二次世界大戦の戦災で堂宇を焼失し、現在の堂宇は戦後復興されたものである。昭和22年（1947年）に真言宗霊雲寺派を公称して真言律宗から独立した。

## 伽藍
鉄筋コンクリート造2階建ての大本堂（灌頂堂）は、総門、庫裏とともに昭和51年（1976年）に落成したものである。大本堂は正面階段を上がった2階部分に仏壇を構え、両部（金剛界・胎蔵界）の大日如来像2躯を本尊として安置する。1階には寺務所、書院などがある。

## 文化財
重要文化財
- 絹本著色弥勒曼荼羅図 - 鎌倉時代
- 絹本著色十六羅漢像 16幅 - 鎌倉時代
- 絹本著色諸尊集会図（しょそんしゅうえず） - 鎌倉時代
- 絹本著色日吉山王曼荼羅図 - 鎌倉時代
- 絹本著色天帝図 - 中国・元時代

以上の重要文化財指定絵画は東京国立博物館に寄託されている。
文京区指定有形文化財
- 絹本著色薬師三尊像
- 絹本著色五秘密像
- 絹本著色大威徳明王像
- 絹本著色愛染明王像
- 絹本著色不動明王二童子像

## 所在地
- 東京都文京区湯島二丁目21番6号
- 湯島駅（東京メトロ千代田線）徒歩5分

## 関連文献
- 斎藤長秋 編「卷之五 玉衡之部 寳林山霊雲寺」『江戸名所図会』 3巻、有朋堂書店〈有朋堂文庫〉、1927年、196,198-204頁。NDLJP:1174157/103。